# Bodil Nyboe Andersen
Bodil Nyboe Andersen (Frederiksberg, 9 de outubro de 1940) é uma economista dinamarquesa, foi a primeira mulher a ocupar o cargo de diretora do Banco Nacional da Dinamarca (Danmarks Nationalbank), de 1995 a 2005.

## Biografia
Nascida em Frederiksberg, Andersen concluiu seus estudos em economia na Universidade de Copenhague, onde posteriormente lecionou no Departamento de Economia. Em 1981, ingressou no conselho de administração do Andelsbanken, tornando-se diretora e, em 1990, assumiu a diretoria do Banco Nacional da Dinamarca.
Durante seu mandato como diretora do Banco Nacional, Andersen implementou diversas políticas que visavam fortalecer a economia dinamarquesa e garantir a estabilidade financeira do país. Sua gestão foi marcada pela busca pela estabilidade de preços e pelo controle da inflação, além da promoção da transparência e da comunicação eficiente com o público.
Atualmente, é presidente da Cruz Vermelha Dinamarquesa.